# 秦爱玲
秦爱玲（1981年5月—），湖南城步人，苗族，中华人民共和国政治人物、第十三届全国人民代表大会湖南地区代表。

## 生平
2018年2月24日，当选为第十三届全国人大代表。